# Часовенская (Карелия)
Часо́венская (карел. Časounankülä, Časounankylä) — деревня в составе Янишпольского сельского поселения Кондопожского района Республики Карелия Российской Федерации.

## Общие сведения
Расположена в устье реки Суна.
В названии сохраняется память о ныне утраченной часовне, сооружённой в деревне не позднее XVI века.

## Население
Численность населения в 1905 году составляла 294 человека.
| 2002 | 2009 | 2010 | 2013 |
| ---- | ---- | ---- | ---- |
| 7    | ↘4   | ↗7   | →7   |